# 카미유 도스튄 드 탈라르 공작
탈라르 공작 카미유 도스튄 드 라 보메(Camille d'Hostun de la Baume, duc de Tallard; 1652년 2월 14일 ~ 1728년 3월 20일)는 프랑스의 귀족이자 외교관이며 군사 사령관이다.
탈라르는 15살의 나이에 프랑스 군대를 위임받는 것을 승인받았다. 그는 네덜란드에서 콩데 공작(prince de Condé) 휘하에서 이후 근무하였고, 1674년부터는 알자스에서 튀렌의 지휘하에 있었다. 그는 1678년 육군 소장(maréchal de camp)에 임명되었고, 9년 전쟁(1688-1697)에 종군하였다.
그는 루이 14세와의 우정으로 인해 권력과 위치를 안정받았다. 이후 전쟁에서 2년 동안 그는 성 제임스 궁정(Court of St. James's; 영국 궁전을 명칭)의 대사(ambassador)로써 유럽 정치상의 사건에서 그의 특별한 학식은 높은 가치가 있음을 입증하였다. 1701년 9월 국왕 제임스 2세가 죽자 루이 왕은 제임스의 아들을 잉글랜드의 왕좌를 계승할 계승자로 인정하였다. 그결과 윌리엄 3세는 1702년 런던에서 탈라르를 내쫓았다.
탈라르의 군사 경력을 쌓기 시작한 건 스페인 왕위 계승 전쟁 기간 높아졌다. 1703년 9월 7일 부르고뉴 공작(duc de Burgundy)과 탈라르는 브라이자흐(Breisach) 도시를 점령했다. 10월 중순 탈라르는 란다우를 차지하기 위해 전진했다. 11월 15일 슈파이어바흐 전투(Battle of Speyerbach)에서 탈라르 군대는 헤센-카젤 공(Prince of Hesse-Kassel 혹은 Hesse-Cassel)의 지휘하의 구원군을 신속하게 격파했다. 그 결과 란다우는 이틀 뒤에 함락되었다. 곧 얼마안가 탈라르는 프랑스 원수가 되었다.
1704년 탈라르는 막시밀리안 2세 에마누엘과 마르생 원수의 도나우에 있던 프랑스-바이에른 군대의 지원군으로 보내져, 당시 말버러 공작과 외젠 공 지휘하의 연합군을 위협했다. 탈라르는 7월 1일 스트라스부르크에서 출발했으나 그러나 비록 6일간 빌링겐(Villingen) 공성전을 벌이다가 후속군을 남기고(함락은 7월 22일) 프랑스 원수는 유능한 34,000명의 병력을 이끌고 검은숲을 지나 8월 5일 울름에 도착했다.
탈라르는 연합한 프랑스-바이에른 군대의 전체 지휘관의 위치에 있었으나 그러나 이어서 1704년 8월 13일에 벌어진 블렌하임 전투에서 그의 군대는 완전히 파괴되는 결말을 맞이했다. 결정적 패배로 인해 그는 포로로 붙잡혀 잉글랜드에 있는 노팅엄에 수감되었다.
1711년 그는 풀려나 프랑스로 돌아왔다. 블렌하임의 참사에도 불구하고, 루이는 원수를 맞이하여 위로했다. 탈라르는 1712년 공작이 되었고, 1715년 프랑스 귀족(Peer of France)이 되었다. 루이 14세 유언에 따라 탈라르는 섭정 평의회(Council of Regency)에 임명되었으나 그러나 오를레앙 공작은 이 유언을 파기했다. 그는 1724년 아카데미 드 사이언스(Académie des Sciences)의 학장으로 선출되었고, 1726년 프랑스 국가의 장관이 되었다. 그는 1728년에 죽었다.

## 참조
- Chandler, David G. Marlborough as Military Commander. Spellmount Ltd, (2003). ISBN 1-86227-195-X
- Churchill, Winston. Marlborough: His Life and Times, Bk. 1, vols. i & ii. University of Chicago Press, (2002). ISBN 0-226-10633-0
- Falkner, James. Blenheim 1704: Marlborough's Greatest Victory. Pen & Sword Books Ltd, (2004). ISBN 1-84415-050-X
- Lynn, John A. The Wars of Louis XIV, 1667–1714. Longman, (1999). ISBN 0-582-05629-2
- Tincey, John. Blenheim 1704:The Duke of Marlborough's Masterpiece. Osprey Publishing Ltd, (2004). ISBN 1-84176-771-9